# 720'erne f.Kr.
Århundreder: 9. århundrede f.Kr. – 8. århundrede f.Kr. – 7. århundrede f.Kr.
Årtier: 770'erne f.Kr. 760'erne f.Kr. 750'erne f.Kr. 740'erne f.Kr. 730'erne f.Kr. – 720'erne f.Kr. – 710'erne f.Kr. 700'erne f.Kr. 690'erne f.Kr. 680'erne f.Kr. 670'erne f.Kr.
År: 729 f.Kr. 728 f.Kr. 727 f.Kr. 726 f.Kr. 725 f.Kr. 724 f.Kr. 723 f.Kr. 722 f.Kr. 721 f.Kr. 720 f.Kr.